# 安東法興寺址七層塼塔
36°33′57″N 128°44′47″E / 36.565972°N 128.746374°E
安東法興寺址七層塼塔為一座統一新羅時期（西元668－935年）的佛塔，位於韓國慶尚北道安東市，推測建於西元八世紀，距今有超過一千二百年的歷史。安東法興寺址七層塼塔在1962年12月被列為韓國國寶第16號。

## 簡介

### 歷史沿革
安東法興寺址七層塼塔位於韓國慶尚北道安東市的中區洞法興里。在統一新羅時代，此地建有法興寺，但目前除了七層塼塔之外，已無其他法興寺的遺跡。有跡象顯示現今固城李氏宗宅「臨清閣」（임청각）的所在地，為當初法興寺的舊址。臨清閣建於朝鮮中宗十年（西元1515年），距今已有超過五百年的歷史，為現存韓國家屋當中規模最大的。據收錄安東地區歷史的《永嘉志》記載，朝鮮成宗十八年（西元1487年）時，曾有修建七層塼塔的紀錄，當時法興寺還有三間左右的建築物。

### 建築樣式
安東法興寺址七層塼塔高為17公尺、寬7.75公尺，為現存韓國境內規模最大、歷史最久的磚塔。此佛塔下方的基壇與七層塔身仍存在，但頂端的相輪部（상륜부）、露盤（노반）已毀壞。
此佛塔的第一層塔身較高，第二層的高度約為第一層的四分之一，第三層以上約略與第二層相等；塔身下方較大，至上方逐漸縮小。基壇為正方形，上有花崗石板，其上刻有八部眾像（팔부중상）與四天王像（사천왕상）。由八部眾像與四天王像的雕刻手法觀察，其並不是在同一時期創作的，且雕刻排列的順序並不規則，因此懷疑這並非最初建造時的樣子，而是經過後來的修整。在基座的南側有樓梯通往第一層塔身的龕室（감실）。基壇頂端曾被用水泥塗抹在上面作為強化，但其有破壞古蹟的疑慮。
塔身以深灰色的磚頭砌成，磚頭的尺寸為28乘14乘6公分。每一層塔身的屋簷上，過去曾覆蓋上瓦片，這與朝鮮王朝時期的佛塔明顯不同。由屋頂上曾蓋過瓦片的痕跡來看，推測為一座仿造木塔的形式建構的磚塔。

### 列為韓國國寶
安東法興寺址七層塼塔為現存韓國境內規模最大、歷史最久的磚塔，且歷史超過一千兩百年。以其在歷史上的獨特性，在1962年12月10日被列為韓國國寶第16號。

## 圖集

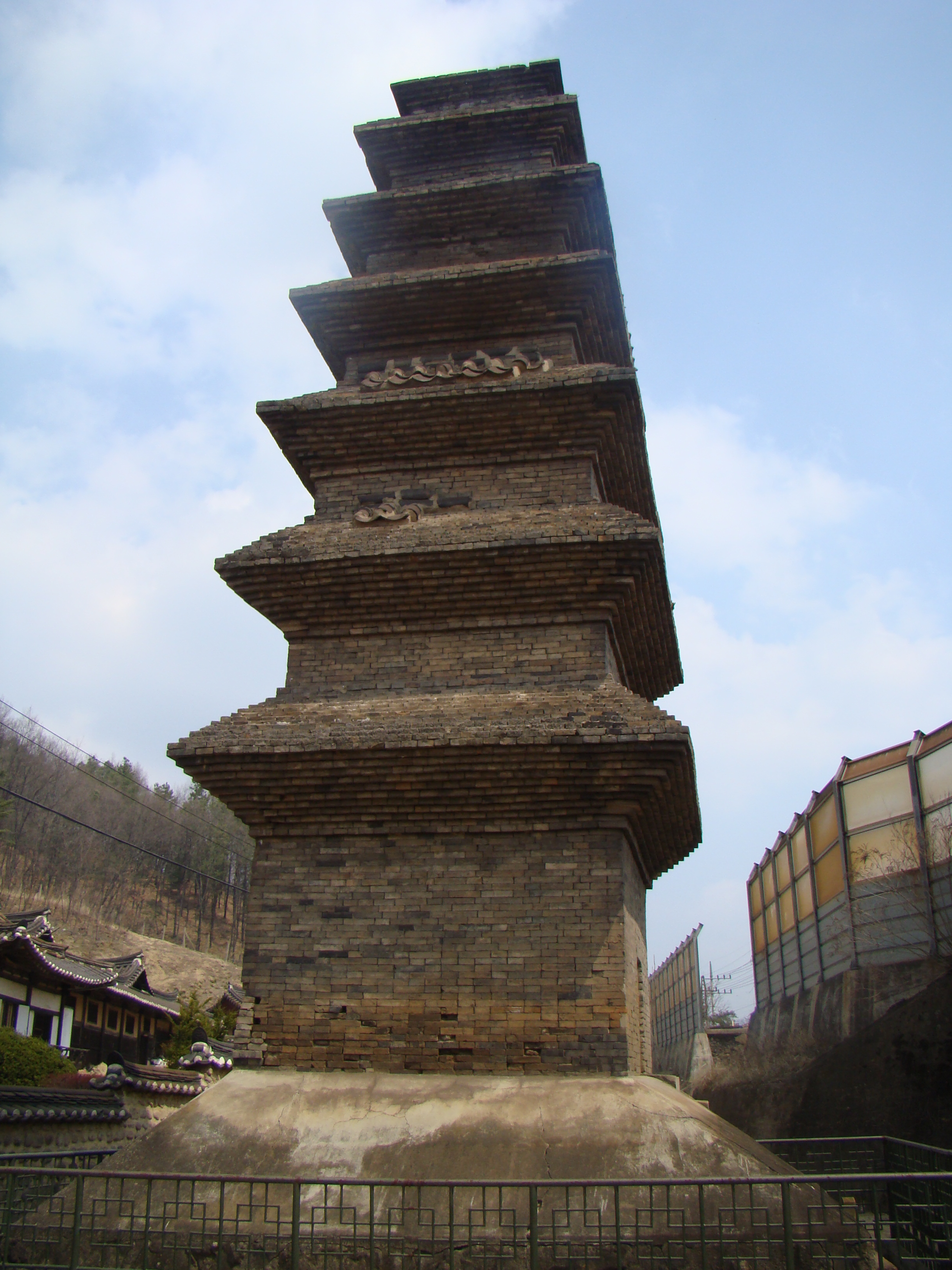
安東法興寺址七層塼塔之一
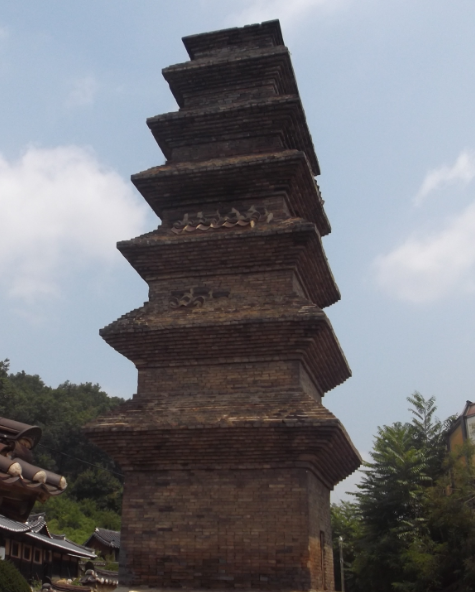
安東法興寺址七層塼塔之二
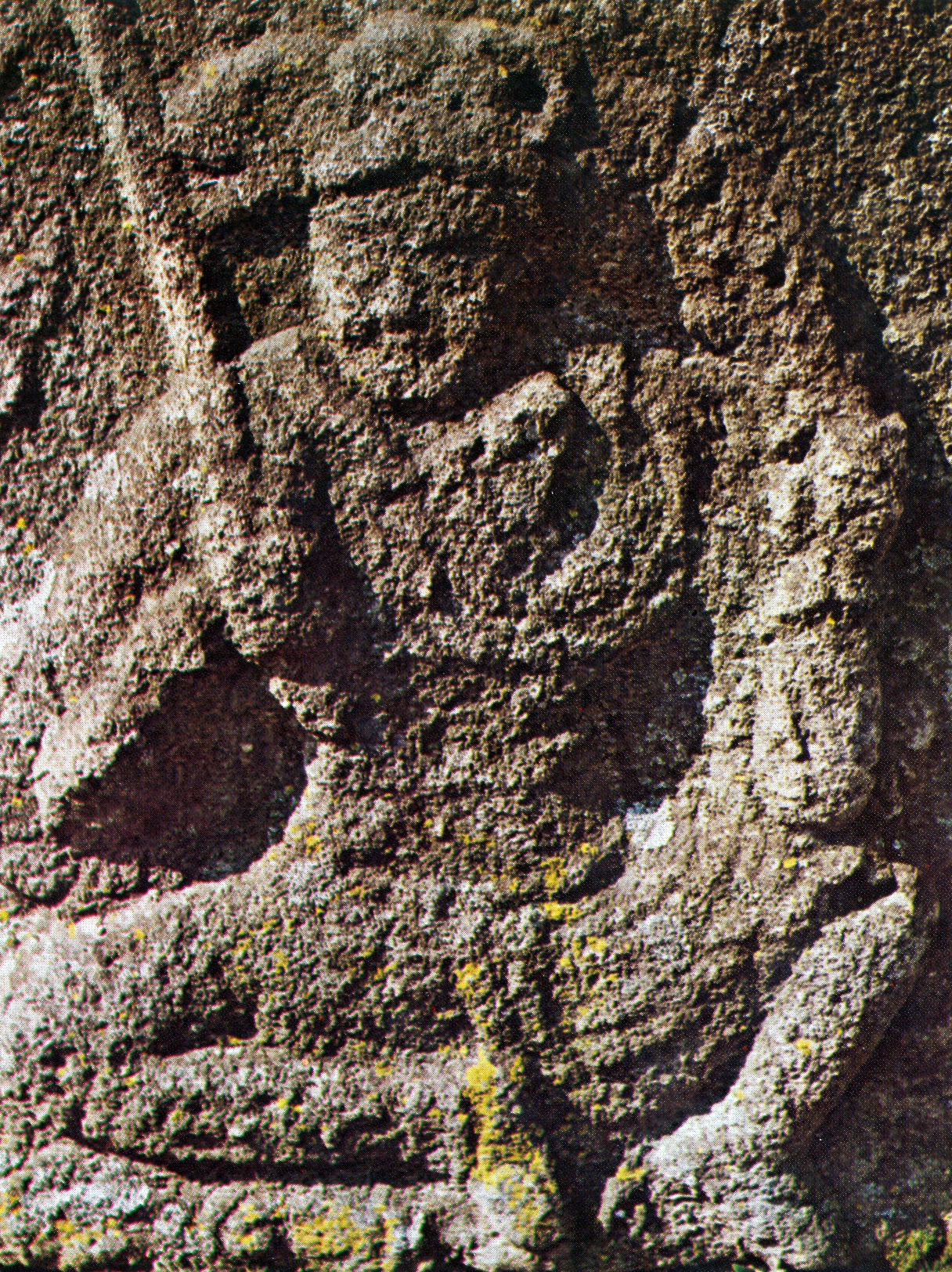
七層塼塔基壇上的雕像之一
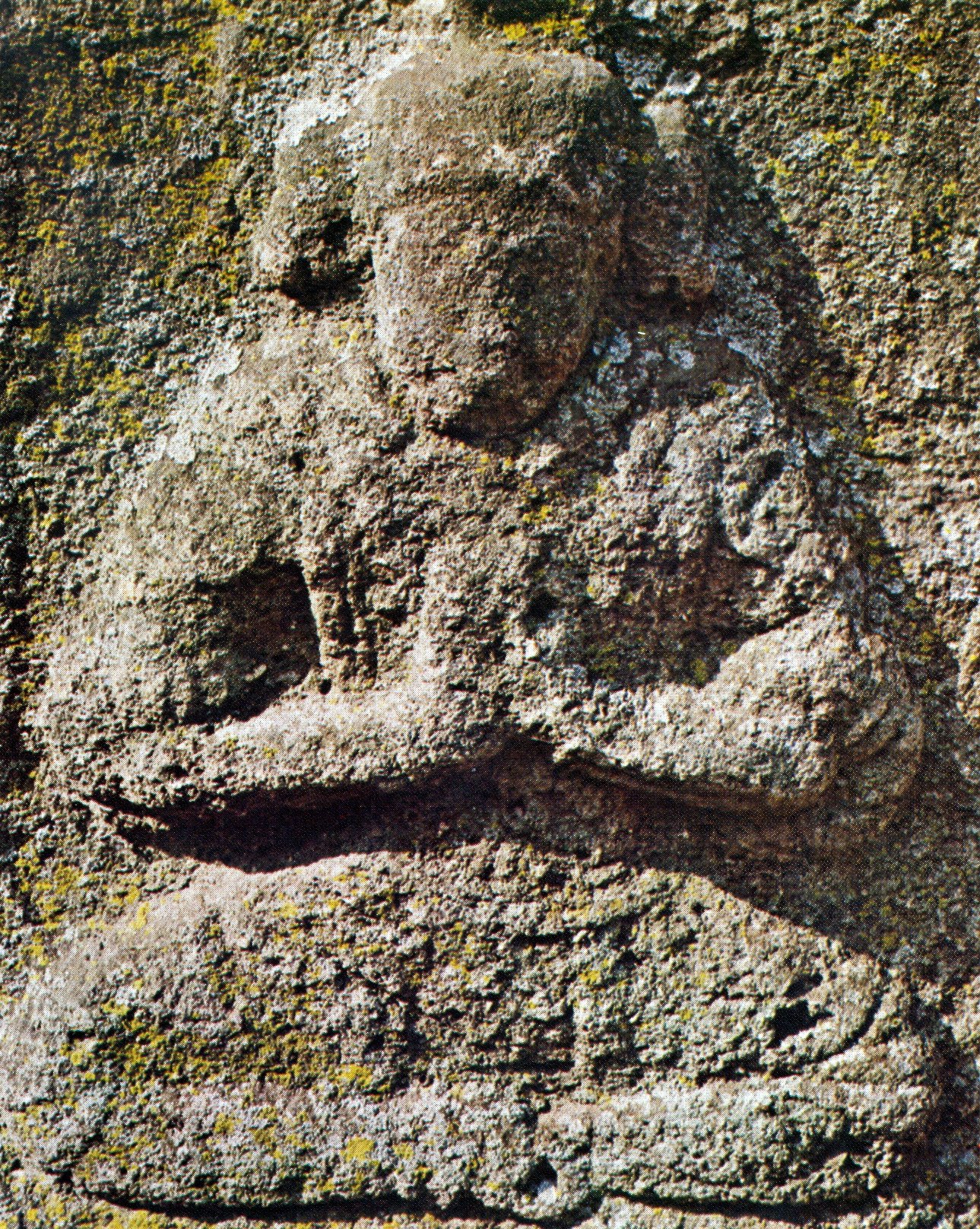
七層塼塔基壇上的雕像之二